# 순천 선암사 서부도암 감로왕도
순천 선암사 서부도암 감로왕도(順天 仙巖寺 西浮屠庵 甘露王圖)는 전라남도 순천시 승주읍, 선암사에 있는 조선시대의 탱화이다. 2008년 3월 12일 대한민국의 보물 제1553호로 지정되었다.

## 개요
선암사 감로왕도는 1736년 의겸(義謙)이 으뜸화원을 맡아 그린 작품으로 화기에 "서부도전하단도(西浮圖殿下壇圖)"라는 기록이 있는 것으로 미루어 보아 서부도전에 봉안하기 위하여 조성하였음을 알 수 있다. 상단에는 칠여래와 관음, 지장보살, 인로왕보살, 중단에는 한 쌍의 아귀와 제단, 하단에는 육도 제상을 그린 형식을 취하고 있다. 이 감로왕도에서 주목되는 점은 상단에 그려진 칠여래가 중단과 하단에 비해 비중있게 그려진 점인데, 이는 수륙재(水陸齋)를 통하여 중생들을 영가천도(靈駕遷度)하는 감로도의 기능을 강조하기 위해 의도된 것으로 여겨진다.
황색 바탕위에 녹색과 적색을 주조로 한 차분한 색조와 안정된 필치, 차분하면서도 생동감 있는 육도제상의 장면은 화승 의겸의 역량을 잘 보여주는 대표작으로 판단된다.

## 같이 보기
- 선암사

## 참고 문헌
- 순천 선암사 서부도암 감로왕도 - 국가유산청 국가유산포털